# MBSヤングタウン日曜日
『MBSヤングタウン日曜日』（エムビーエスヤングタウンにちようび）は、MBSラジオで毎週日曜日に放送されている深夜番組。
メインパーソナリティは笑福亭鶴瓶で、通称は「鶴瓶のヤンタン」「ヤン日」「日ヤン」とも。

## 概要
ラジオとテレビの兼営局だった毎日放送が、1999年4月に放送を開始。開始当初のレギュラー出演者は鶴瓶、堀ちえみ（鶴瓶と同じく松竹芸能に所属）、西靖（MBSアナウンサー）、笑福亭由瓶（鶴瓶の弟子）で、鶴瓶が『MBSヤングタウン』のパーソナリティを務めるのは11年振りだった。
オープニングテーマおよびジングルは、『MBSヤングタウン』が毎日放送千里丘放送センターから放送されていた1990年代以前のバージョンを使用。2019年までは収録放送が主体で、公開収録や生放送を随時実施していた。2008年1月6日放送分では、当時ミュージシャンとして活動していた駿河太郎が公開収録に登場。ラジオ番組では初めて、実父の鶴瓶と共演した。
2020年に入ってからは、生放送の頻度が増加。同年4月以降は鶴瓶が毎月最終週の放送に出演しないため、放送上は鶴瓶が出演する週をレコードになぞらえて「A面」、最終週を「B面」（または「月一B面」）と称している。なお、毎日放送がラジオ放送事業とラジオ放送免許を2021年4月1日付で株式会社MBSラジオへ移管したことに伴って、同月4日放送分からはMBSラジオが制作と放送を担っている。
プロ野球のナイトゲーム中継を放送する日曜日で、中継が21:00以降も続く場合には、毎日放送時代から中継の終了時間に応じて放送時間を繰り下げている。ただし、MBSラジオでは2021年から、NPBレギュラーシーズン中の日曜日で阪神タイガースが関与しないナイトゲーム中継（MBS以外のラジオ局が同時ネットか裏送り向けに制作）を放送する機会が減少。当該中継を放送する場合にも、試合の展開にかかわらず放送を21:00で終了する「延長放送なし」の措置をあらかじめ講じているため、ナイトゲーム中継の延長に伴って当番組の放送時間を繰り下げることは少なくなっている。
当番組の公式サイトでは、radikoが放送との同時（サイマル）配信サービスやタイムフリー聴取サービスを本格的に始める前から、放送済み音源のアーカイブ配信を実施。配信の対象は放送中に流れたCMと楽曲を除く全編で、インターネットに接続できる環境であれば聴取できるため、日本以外の国や地域のリスナーから寄せられたメールが放送でよく紹介されている。

## 歴史
すわるラジオ
当初は、リスナーからのはがきを中心にスタジオから進行していた。「コンビニエンスストアの前にたむろする若者」に関するはがきを紹介。そこでの会話から「その若者の気持ちを知りたい」ということで、鶴瓶が実際にコンビニの前で座って放送してみることを発案。サブタイトルを「鶴瓶のすわるラジオ」と題し、3人が街中から生放送を行うこととなる。2000年には堀の出産に伴い、松嶋尚美（オセロ）が出演。しかし、座っている場所がリスナーに分かってしまうと大勢集まり、混乱になると周辺の住民に迷惑になってしまうので、放送前夜の土曜日に収録することで落ち着いた。それでも時折生放送を実施、さらに総集編としてそれまでに出会った方に電話で近況を伺ったり、リスナーを招待して公開録音を行った。

2000年1月30日放送分が第37回ギャラクシー賞選奨を受賞した。この回は横浜市の放送ライブラリーで無料で聴取することができる。
こさか
河内小阪駅の回ではストリートミュージシャンと出会う。鶴瓶が出演していたフジテレビ「平成日本のよふけ」のエンディングテーマに起用し、アーティスト名を“こさか”と命名した。
立つラジオ
2004年3月、街中で収録するすわるラジオをやめ、スタジオで立ったまま放送する「立つラジオ」に変更した。また、松嶋がMBSテレビ制作の全国ネット「知っとこ!」のレギュラーに栄転し、全く芸歴の無い井上智栄子が2003年4月からレギュラーに抜擢される。

立って放送するようになった経緯としては、鶴瓶がニッポン放送の番組にゲスト出演した際、パーソナリティーの上柳昌彦（当時ニッポン放送アナウンサーで「うえやなぎまさひこ」名義で活動）に「マイクの前に座ってしゃべるといつもと変わり映えしないし、どうせだからスタンドマイクの前に立って『パペポTV』や『きらきらアフロ』みたいに掛け合い漫才でやりましょうよ」と言われたのがきっかけ。鶴瓶が「ラジオなのに立って収録」するこの方式を面白がり「今度うちのラジオでやらさせてもらうわ」とアイデアを持ち込み実現に至った。

立つラジオがスタートした頃、鶴瓶が上方落語協会広報委員長に就任し、落語を身近に感じてもらうべく、多くの落語家に電話を繋いでトークを展開。その後春風亭小朝らをゲストに迎えるなど、落語が大きなキーワードとなった。
立つラジオからの変化
立つラジオを終了してからは、通常の番組と同じくスタジオから放送している。

ウィキペディア日本語版（鶴瓶はウキペディアとしか発音できない）の内容についての話題が多く、西は番組内で、家族編成の項目の誤りを指摘していた。
2020年4月改編でのリニューアル
2020年に入ってから徐々に再開していた大阪（毎日放送本社M館ラジオスタジオ）からの生放送を、原則として毎週実施。また、月に1回のペースで、錦笑亭満堂（東京を中心に活動する落語家。2023年6月までは「三遊亭とむ」名義）と福島暢啓（毎日放送アナウンサー、いずれも改編前からのレギュラー出演者）だけが出演する回（「B面」）を設けている。東京を中心に活動する落語家が『MBSヤングタウン』のパーソナリティをメインで務める事例は、他曜日の放送を含めても番組史上初めてである。なお、改編前まで毎週出演していた福島が「B面」にのみ登場するようになったため、他の週（「A面」）には後輩アナウンサーの森本尚太がアシスタントとしてレギュラー出演。その一方で、とむ→満堂は毎週出演（「A面」では改編前と同じくアシスタント扱い）、鶴瓶と女性アシスタントの田口万莉は「A面」限定で出演を続けている。
『愛の不時着』ファンミーティングとのコラボレーション
2020年9月27日放送分では、日本国内で初めてオンラインで開催された『愛の不時着』（大韓民国tvN制作の連続ドラマ）のファンミーティングとのコラボレーション企画を実施。当日の出演者（鶴瓶、とむ、田口、森本）が放送中にオンラインミーティングへ参加したほか、主演（財閥令嬢ユン・セリ役）のソン・イェジンとピョ・チス（曹長）役の ヤン・ギョンウォンが韓国内のスタジオから中継で出演した。鶴瓶がNetflix配信分の視聴を通じて作品のファンになったことを公言していることに端を発したもので、企画の実施に至るまでの放送では、主演（朝鮮人民軍将校リ・ジョンヒョク役）のヒョンビンから鶴瓶に宛てた直筆の手紙も紹介されていた。

### アシスタントの変遷
2006年4月2日の生放送をもって、井上智栄子が卒業。その後、2006年4月9日放送からのアシスタントは、オラリーを中心としたヤンタンガールズが番組途中から担当する。「選考期間」として喋りのプロ・アマを問わずさまざまな女性を出演させたが、同年6月からは、正式に國丸純、田口万莉（いずれも松竹芸能）、オラリー（素人）の3人が正アシスタントに決定する。
オラリー
尼崎の会社で勤務しているOLで、お風呂でラジオを聞いている時に新アシスタントの告知をしていて、電話をかけた時のリアクションが受けて翌週友人と出演。「オラリー」という名前は前のレギュラーだった井上が「外国人の名前といえば？」という問いに答えた名前。それをそのままペンネームにしたため、そのままオラリーと呼ばれる事になった。2009年5月3日の放送で、5月いっぱいでの番組卒業が発表された。その後オラリーの結婚、妊娠が発覚し産休の形となった。
田口万莉
松竹芸能の女性タレントが勢ぞろいした時に最もインパクトがあった為にその後何度か出演し、これが評価されてレギュラーになった。オラリーと同じく2009年5月に一旦は卒業が発表されたが、公開オーディションの中で独特の特異キャラが再認識され引き続きアシスタントとして残ることとなった。
國丸純
田口と同じ理由で出演。2006年12月から翌年1月は「大沢純」の芸名で活動した。主にレポーターとして活動していたが、2007年4月1日の放送をもって卒業。代わって笑福亭瓶成が担当（不祥事により降板）。
林実里
オーディションの結果、2009年7月19日の放送から出演。笑福亭鶴瓶の大学の後輩（京都産業大学）である。
負け越し
そのオーディションで落選したが敗者復活戦で勝ちあがり、現在では正式なレギュラーとなる。負け越し相談室などコーナーができ、負け越し抱き枕や負けちゃん人形が番組ノベルティになるなど、今や番組のちょっとした名物となっている。

#### アシスタント（毎日放送アナウンサー）
番組開始から代々、毎日放送のアナウンサーがアシスタントとして出演している。
- 1999年4月　- 2010年9月5日：西靖
- 2010年9月12日　- 2014年1月5日：吉竹史（2014年1月31日付で退社）
- 2014年1月12日　- ：福島暢啓（過去にも吉竹が休演した回に代理で登場）
- 2020年4月5日　-　2022年7月25日：森本尚太（2022年9月16日付で退社）
- 2022年10月2日　-　：藤林温子

本来のアシスタントが休演する場合には、他のアナウンサー（『MBSヤングタウン』でかつて編成されていた火・水曜放送分にアシスタントで出演していた松井愛など）、宇都宮まき、酒井藍などがアシスタント代理を務める。フリーアナウンサーの八木早希や豊崎由里絵も、毎日放送のアナウンサー時代に不定期で出演していた。
福島は2020年3月まで、原則として毎週、鶴瓶のアシスタントを務めてきた。同年4月から「B面」への出演（とむ→満堂のアシスタント）のみに変更することに伴って、アシスタント代理を随時担当してきた森本を、「A面」のアシスタントへ正式に起用。森本は2022年8月1日付の人事異動に伴って降板することが発表されていたが、最後の出演回の放送中に、司法試験へ臨むことを視野に同年内で毎日放送を退社する意向を初めて明かした。同年8月28日放送分からは、森本の後任アシスタントの選考を兼ねた暫定措置として、福島以外の現職アナウンサー（森本と同期入社で過去にも出演経験のある藤林温子、後輩の山崎香佳・前田春香、この年に入社したばかりの海渡未来など）が週替わりで出演。その結果、「A面」では同年10月2日放送分から藤林がレギュラー陣に加わった。

#### アシスタント（落語家）
- 1999年4月 - ?：笑福亭由瓶
- ? - 2016年6月26日：桂三四郎
- 2016年7月3日 - ：三遊亭とむ→錦笑亭満堂
  - 2020年4月からは、「B面」（基本として毎月最終日曜放送分）でパーソナリティーを担当。「A面」（他の週）にも引き続きアシスタントを務める。
  - 2023年7月1日付で五代目円楽一門会の真打に昇進、「錦笑亭満堂」を襲名したことに伴い、翌2日放送分より満堂名義で出演。

#### 出演機会の多いゲストアシスタント
- 福本愛菜（元NMB48→吉本新喜劇）
- バターぬりえ（村上ショージの娘）
- 酒井藍
- 宇都宮まき

## ヤンタン日曜日で注目された特異キャラ
ヤンタン日曜日からは、キャラいじりの天才・鶴瓶によって数々のキャラクターが生まれている。「もみさん」や、ヤンタンきっかけで素人から芸能界に入った井上智栄子、歌手の大空美樹、おぼけな問題や解答を連発している田口万莉などがいる。また鶴瓶にニックネームをつけられるとレギュラーになるケースが多く、吉竹史は「エロケケ」、オーディションで気に入った女性は「負け越し」、森本尚太は「尚ぼん」と名付けられた。
福島暢啓は収録中に「どうして僕はとむくんのことが好きなんだろう」と発言したことがきっかけで、三遊亭とむ→錦笑亭満堂との関係がボーイズラブであると指摘されている（なお福島は2022年に一般女性との結婚を発表）。ちなみに2人は「ヤングタウン」という名の漫才コンビとして、2018年と2022年にM-1グランプリ（吉本興業と朝日放送テレビの共催）の予選へ出場。いずれも3回戦まで進出した。また2人がパーソナリティを務める「B面」からは、2022年の秋に『二日酔いでいさせて』（とむの歌唱によるオリジナルソング）が誕生している。2024年9月1日には「ヤングタウン」として『ONE-J』（MBSラジオでネットされているJRN32局ネット番組）にゲスト出演した。